# Robert J. Bauman
Robert J. Bauman, né en 1950 à Toronto en Ontario, est un juge canadien. Depuis le 16 juin 2013, il est le juge en chef de la Cour d'appel de la Colombie-Britannique et de la Cour d'appel du Yukon. Avant d'être nommé juge en chef de la Colombie-Britannique, il a été juge en chef de la Cour suprême de la Colombie-Britannique de 2009 à 2013. Il a été juge puîné de la Cour d'appel de la Colombie-Britannique de 2009 à 2009 et juge puîné de la Cour suprême de la Colombie-Britannique de 1996 à 2008.